# Lambda Ceti
Lambda Ceti (λ Cet / λ Ceti) è una stella gigante azzurra di magnitudine 4,7 situata nella costellazione della Balena e distante 576 anni luce dal sistema solare. In passato veniva chiamata anche con il nome tradizionale di Menkar, poi in tempi medioevali tale nome fu trasferito alla più luminosa α Ceti, o Menkab, e Lambda perse definitivamente questa denominazione.

## Osservazione
Si tratta di una stella situata nell'emisfero celeste boreale, ma molto in prossimità dell'equatore celeste; ciò comporta che possa essere osservata da tutte le regioni abitate della Terra senza alcuna difficoltà e che sia invisibile soltanto nelle aree più interne del continente antartico. Nell'emisfero nord invece appare circumpolare solo molto oltre il circolo polare artico. La sua magnitudine pari a 4,7 fa sì che possa essere scorta solo con un cielo sufficientemente libero dagli effetti dell'inquinamento luminoso.
Il periodo migliore per la sua osservazione nel cielo serale ricade nei mesi compresi fra settembre e febbraio; da entrambi gli emisferi il periodo di visibilità rimane indicativamente lo stesso, grazie alla posizione della stella non lontana dall'equatore celeste.

## Caratteristiche fisiche
La stella è una gigante azzurra di classe B6III, anche se in alcune pubblicazioni viene classificata di classe B6IV-V. Ha una massa stimata in 5 volte quella del Sole e il raggio è 5,4 volte superiore, non molto grande considerando che è stata classificata in molti casi come gigante. Stelle con questa massa hanno una vita relativamente breve, l'età stimata di Lambda Ceti pare essere 100 o al massimo 125 milioni di anni, ma ha già esaurito l'idrogeno interno ed è uscita dalla sequenza principale per entrare nello stadio di gigante. Il destino finale, che avverrà in tempi relativamente brevi su scala stellare, è di terminare la propria esistenza come una nana bianca di 0,85 masse solari, come per esempio Sirius B.